# Королівка (притока Золотої Липи)
Королівка (пол. Korolówka) — річка в Україні у Тернопільському районі Тернопільської області. Ліва притока річки Золотої Липи (басейн Дністра).

## Опис
Довжина річки приблизно 5,73 км, найкоротша відстань між витоком і гирлом — 4,36  км, коефіцієнт звивистості річки — 1,31 . Формується декількома струмками та загатами.

## Розташування
Бере початок на північно-східній стороні від села Поточани у листяному лісі. Спочатку тече переважно на південний схід через села Залужжя, Поручин, далі тече переважно на південний захід і у селі Біще впадає у річку Золоту Липу, ліву притоку Дністра.